# Rafael d'Oms
Rafael d'Oms fou ardiaca major i canonge de Tarragona. Va esser nomenat President de la Generalitat de Catalunya el 22 de juliol de 1581.
Era fill de Miquel d'Oms, ciutadà honrat de Barcelona. En el trienni anterior al seu li van encarregar les obres de la casa del General a Tarragona. Fou diputat local de Tarragona i, després d'acabar el seu mandat com a president, va ser síndic del Capítol tarragoní a les Corts de Montsó (1585).
Rafael d'Oms, com ja havia fet el seu antecessor a la Diputació, desenvolupà una campanya de reducció del deute que, només en execucions de deutors, ascendia a 300.000 lliures.
La mala imatge de la institució per la seva poca eficàcia en el cobrament del deute se suma a la relaxació i falta de professionalitat d'alguns oficials que porta a fer una disposició que obligava "als oficials malalts a notificar el dia d'inici de la malaltia i el metge que els atengués havia d'acreditar el seu estat de salut cada vuit dies", sota amenaça de suspensió de salari. Junt amb aquestes mesures, el 1583 s'aprovaren les Ordinations per les Deputacions locals que regulaven estrictament els horaris, condicions de treball i procediments de les delegacions territorials de la Diputació.